# Atraphaxis canescens
Atraphaxis canescens Bunge – gatunek rośliny z rodziny rdestowatych (Polygonaceae Juss.). Występuje naturalnie w Kazachstanie oraz zachodnich Chinach (w regionie autonomicznym Sinciang). 

## Morfologia
PokrójZrzucający liście półkrzew dorastający do 5–10 cm wysokości. Gałązki czasami są kolczaste.
LiścieBlaszka liściowa jest owłosiona i ma kształt od owalnego do eliptycznego. Mierzy 5–6 mm długości oraz 4–5 mm szerokości, ma klinową nasadę i tępy wierzchołek. Ogonek liściowy jest nagi i osiąga 1–2 mm długości. Gatka ma obły kształt i dorasta do 4–5 mm długości.
KwiatyZebrane w grona, rozwijają się na szczytach pędów. Listków okwiatu jest 5, mają kształt od owalnego do nerkowatego i różową barwę, mierzą do 4–5 mm długości.
OwoceNiełupki o jajowatym kształcie.

## Biologia i ekologia
Rośnie na wydmach oraz stepach. Występuje na wysokości od 500 do 1500 m n.p.m. Kwitnie od maja do czerwca.